# Nectriopsis tremellicola
Nectriopsis tremellicola är en svampart som först beskrevs av Ellis & Everh., och fick sitt nu gällande namn av W. Gams 1982. Nectriopsis tremellicola ingår i släktet Nectriopsis och familjen Bionectriaceae.   Inga underarter finns listade i Catalogue of Life.